# Akebus
Els akebus són els membres d'un grup ètnic kwa que tenen com a llengua materna l'akebu i que viuen a la regió dels Altiplans de Togo. Hi ha entre 70.300 (2012) i 71.100 akebus. El seu codi ètnic és NAB59b i el seu ID és 10221.

## Situació geogràfica i pobles veïns
El territori akebu està situat a les prefectures d'Akébou i de Wawa, a prop de la frontera amb Ghana, a la regió dels Altiplans de Togo. Els seus poblats principals són Kougnohou, Djon, Kamina, Seregbene i Yala.
Segons el mapa lingüístic de Togo de l'ethnologue, el territori Akebu està situat a l'oest de Togo, a la frontera amb Ghana. A part de fer frontera amb aquest estat, té com a veïns els delo al nord, els kabiyès, els nawdms, els lama i els tems al nord i a l'est; i als kabiyès, tems i akpossos al sud.

## Llengua
L'akebu és la llengua materna dels akebus. A més a més també parlen l'ewe, el gen i el francès.

## Religió
El 67% dels akebus creuen en religions africanes tradicionals, el 25% són cristians i el 8% són musulmans. La majoria dels akebus cristians (80%) són catòlics, un 10% són protestants i un 10% pertanyen a esglésies independents.